# Chris Bucher
Chris Bucher (* 28. Oktober 1987 in Luzern) ist ein Schweizer Schauspieler, Autor und Regisseur.

## Leben
Bucher absolvierte von 2008 bis 2011 eine Schauspielausbildung bei der EFAS (European Film Actor School) in Zürich, die er durch ein Stunt-Training beim ehemaligen Schweizer Kung-Fu-Weltmeister Andy Kunz abrundete. Ermutigt durch seine Erfahrungen in etlichen Projekten im Film-, Theater- und Opernbereich realisierte Bucher als Regisseur und Nebendarsteller in den Jahren 2011 bis 2013 crowdfunding-finanziert seinen ersten abendfüllenden Kinofilm, den Schweizer Mystery-Thriller Tyfelstei, der am 8. April 2014 in Luzern Premiere hatte und bis 2015 in über 20 Kinos in der ganzen Schweiz zu sehen war. Im Film waren mehrere bekannte Schweizer Schauspielgrössen wie Walter Andreas Müller, Hansjörg Betschart und Isabelle Flachsmann zu sehen.
Vom Sommer 2014 bis Sommer 2017 arbeitete er am Kurzfilm The Lost Valley, einer freien Verfilmung von Joseph Conrads Roman Herz der Finsternis. Der Film wurde in Indonesien und in der Schweiz gedreht und feierte im November 2017 seine Premiere in Luzern. Bucher steuerte neben dem Drehbuch auch die Puppeneffekte bei, inspiriert durch die Arbeit von Roger Dicken.
Bucher arbeitete unter anderem als Werbetexter in einer Marketingagentur und als Vorführer in den Luzerner Stadtkinos.
Seit 2020 ist er als Journalist für eine Regionalzeitung und das Online-Filmportal Outnow.ch tätig, wo er Film- und Game-Reviews schreibt. Er publizierte im Eigenverlag die Kurzgeschichte Rosenrot (2022) und die Novellen In tiefen Wassern (2021) und Opi (2022), die  alle im Horror-Genre angesiedelt sind.

## Filmografie (Auswahl)
als Regisseur und Drehbuchautor
- The Lost Valley – Into the Unknown (2024), Kurzfilm – auch als Schauspieler. Rolle: Radek
- Vorstadttiere (2019), Kurzfilm – auch als Schauspieler. Rolle: Katzen-Gunther
- Yaga (2018), Kurzfilm – auch als Schauspieler. Rolle: Richard
- Forget About Yesterday (2018), Musikvideo – auch als Schauspieler. Rolle: Kollege
- Angela (2017), Kurzfilm – auch als Schauspieler. Rolle: Tom
- Still There (2017), Kurzfilm – auch als Schauspieler. Rolle: Mann
- The Lost Valley (2017), Kurzfilm – auch als Schauspieler. Rolle: John Conrad
- Awful Day (2016), Musikvideo
- Mari e Tempeste (2015), Musikvideo
- Tyfelstei (2014), Mystery-Thriller – auch als Schauspieler. Rolle: Gabriel
- Easy (2012), Musikvideo
- A Matter of Time (2012), Musikvideo
- Cocaine (2010), Amateurfilm – auch als Schauspieler. Rolle: Jericho

als Schauspieler
- AWAKN (2020), Langspielfilm. Rolle: Tim
- The Wellington (2014), Kurzfilm. Rolle: Regisseur
- Bruderliebe (2009), Kurzfilm. Rolle: David
- La Poésie de la nuit (2009), Kurzfilm. Rolle: Claude

## Theater / Oper
als Schauspieler
- Die Meistersinger von Nürnberg (2012), Opernhaus Zürich, Regie: Harry Kupfer, Rolle: Schläger
- Salomé (2009–2016), Opernhaus Zürich, Regie: Sven-Eric Bechtolf, Rolle: Lord Alfred Douglas
- 5min – un flirt avec toi (2011), Regie: Hansjörg Betschart, diverse Rollen